# Цремушина
Цремушина је насељено место у општини Велики Грђевац, Бјеловарско-билогорска жупанија, Хрватска.

## Историја
До територијалне реорганизације у Хрватској била је у саставу старе општине Грубишно Поље.

## Становништво
У попису становништва из 2011. године, Цремушина је имала 1 становништво.
| Број становника према пописима | Број становника према пописима | Број становника према пописима | Број становника према пописима | Број становника према пописима | Број становника према пописима | Број становника према пописима | Број становника према пописима | Број становника према пописима | Број становника према пописима | Број становника према пописима | Број становника према пописима | Број становника према пописима | Број становника према пописима | Број становника према пописима | Број становника према пописима |
| ------------------------------ | ------------------------------ | ------------------------------ | ------------------------------ | ------------------------------ | ------------------------------ | ------------------------------ | ------------------------------ | ------------------------------ | ------------------------------ | ------------------------------ | ------------------------------ | ------------------------------ | ------------------------------ | ------------------------------ | ------------------------------ |
| 1857                           | 1869                           | 1880                           | 1890                           | 1900                           | 1910                           | 1921                           | 1931                           | 1948                           | 1953                           | 1961                           | 1971                           | 1981                           | 1991                           | 2001                           | 2011                           |
| 192                            | 225                            | 166                            | 284                            | 359                            | 359                            | 348                            | 387                            | 262                            | 288                            | 279                            | 245                            | 140                            | 83                             | 3                              | 1                              |

Напомена: Године 1880. исказивано под именом Цремушница.

### Попис1991.
У попису становништва из 1991. године, Цремушина је имало 83 становника, следећег националног састава:
| Попис 1991.‍ | Попис 1991.‍ | Попис 1991.‍ | Попис 1991.‍ | Попис 1991.‍ |
| ----------- | ----------- | ----------- | ----------- | ----------- |
|             |             |             |             |             |
| Срби        | Срби        |             | 78          | 93,97%      |
| Југословени | Југословени |             | 4           | 4,81%       |
| Мађари      | Мађари      |             | 1           | 1,20%       |
| укупно: 83  |             |             |             |             |